# Cyrille Monnerais
Cyrille Monnerais, nacido el 24 de agosto de 1983 en Malestroit, es un antiguo ciclista francés ya retirado. Debutó en 2005 con el equipo La Française des jeux. En 2010 no le renovaron su contrato en el Bretagne-Schuller, por lo que decidió poner fin a su carrera deportiva.

## Palmarés
2004
- Kreiz Breizh

## Resultados en las grandes vueltas
| Carrera         | 2005 | 2006  | 2007 | 2008 | 2009 |
| --------------- | ---- | ----- | ---- | ---- | ---- |
| Giro de Italia  | 71.º | 121.º | Ab.  | -    | -    |
| Tour de Francia | -    | -     | -    | -    | -    |
| Vuelta a España | -    | -     | Ab.  | -    | -    |
| Mundial en Ruta | -    | -     | -    | -    | -    |

-: no participa

Ab.: abandono